# Вальтер фон дер Фогельвейде
Ва́льтер фон дер Фо́гельвейде (нем. Walter von der Vogelweide, в некоторых источниках Valter von der Vogelweide или Walther von der Vogelweide, около 1160—1170 — после 1228) — немецкий поэт и композитор периода классического миннезанга.

## Биография
Вальтер фон дер Фогельвейде принадлежал к рыцарскому сословию, но своей земли не имел. Только на склоне лет (1228) он получил от императора Фридриха II небольшой лен (о чём написал песню «Ich hân mîn lehên» — «Есть у меня лен»). До этого он неоднократно обращался к правителю с просьбой пожаловать ему лен, стараясь в стихах описать как можно душещипательней бродячую жизнь:
Kume ich spâte und rîte fruo: gast, we dir,

wê!… die nôt bedenkent, milter künic,

daz iuwer nôt zergê

(Поздно я прихожу, и рано ухожу прочь: гость, о горе тебе, горе!

Уделите внимание нужде моей, о щедрый король,

Чтобы и Вам не знать нужды).
В юности, около 1190 года, жил при австрийском дворе герцога Леопольда V, где и научился стихотворству. Писал на австрийском диалекте. С 1198 начинаются его скитания от сеньора к сеньору в качестве министериала — служилого рыцаря. По-видимому, он побывал и в Палестине.
Исполнение собственных песен служило ему средством к пропитанию, как и прочим бродячим певцам, шпильманам и вагантам-голиардам. Вальтер близко стоял к этим поэтам, и эта близость обусловила переворот в его творчестве и во всей истории миннезанга. Вальтер, подпавший в юности под влияние поэзии «высокой любви» в лице Рейнмара фон Гагенау, в годы странствий выработал собственный стиль.
От немецких шпильманов Вальтер перенял политический и дидактический «шпрух», но облёк его в формы, типичные для рыцарской поэзии.
В области текущей политики взгляды Вальтера постоянно менялись в зависимости от того, какому сеньору он служил и от кого надеялся больше получить: в 1198 он пропагандирует коронование Филиппа Швабского, и присутствовал на коронации того в Майнце, но с ослаблением Филиппа переходит к его врагу Оттону IV, чтобы вскоре, после поражения Оттона (1214), вновь переметнуться от Вельфа к Гогенштауфену и восхвалять Фридриха II.
В промежутках он сменил ряд менее крупных сеньоров, причём, подобно вагантам, не скрывал корыстной подоплёки своей преданности. Так, он был вынужден оставить двор герцога Бернхарда Каринтийского (1202—1256); после трёх лет, проведённых при дворе Дитриха I Майсенского (1195—1221), жалуется, что не получил за свою службу ни денег, ни почестей. Свое политическое credo он выразил так: «Всегда милей мне будет тот, кто добр ко мне».
Но щедрость Вальтер восхвалять умел. Получив бриллиант от Дитера III Катценельбогена около 1214 года, он упоминает об этом в стихах: «Den diemant den edelen stein — gap mir der schoensten ritter ein» (Бриллиант, благородный камень, дал мне один прекраснейший рыцарь).
В 1217 году он снова побывал в Вене и ещё раз в 1219 году после возвращения герцога Леопольда VI из крестового похода. Около 1224 года он, скорее всего, обустроился в своём поместье неподалёку от Вюрцбурга. Он настойчиво убеждал немецких феодалов принять участие в крестовом походе 1228 года, и, возможно, сопровождал армию крестоносцев хотя бы до Тироля. В стихах он описывает изменения, произошедшие там со времён его детства, отчего его прежняя венская жизнь начинает напоминать ему сон.
Вальтер фон дер Фогельвейде похоронен в Вюрцбурге, недалеко от которого, по-видимому, находился его лен. По легенде, он завещал, чтобы на его могиле каждый день кормили птиц. Первоначальный надгробный камень с надписью на латыни был утерян, современный памятник на его могиле воздвигнут в 1843 году; она находится в Лузамском садике (Lusamgärtchen) за вюрцбургским собором св. Килиана. Поэту посвящена также статуя в Больцано, водружённая в 1877 году.

## Творчество

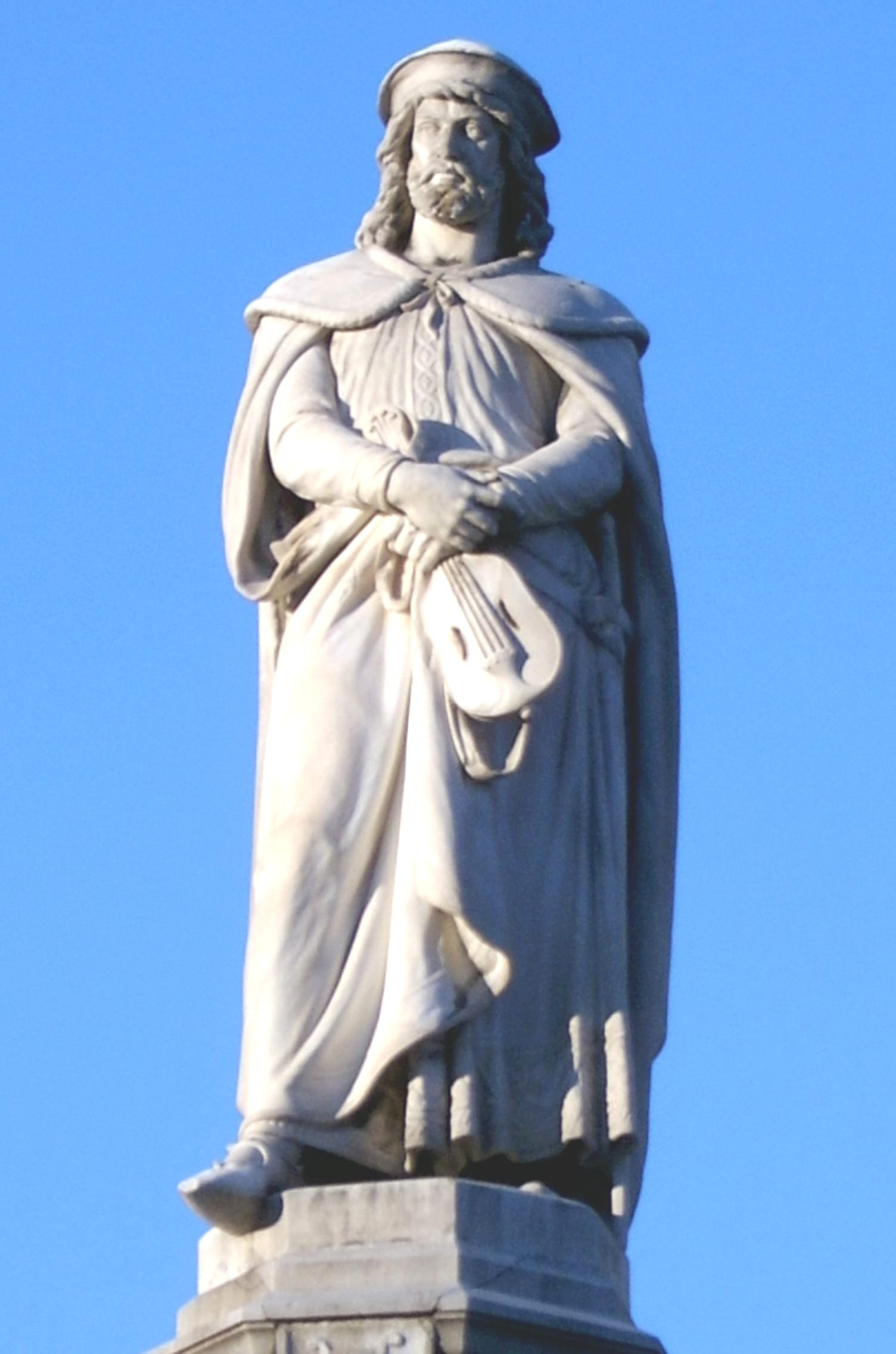
Памятник Вальтеру фон дер Фогельвейде в Больцано

Ученик Рейнмара фон Хагенау. Не будучи самостоятельным мыслителем в политике и религии (они образуют почти неразрывное целое в сознании эпохи), Вальтер вместе с тем является ярким выразителем умонастроений той части германского общества, которая в эту эпоху становится носительницей националистических тенденций — крупных феодальных владетелей, как светских, так и духовных князей; экономические интересы заставляли их выдвигать идею политической и религиозной независимости Германии от папской Италии. Инвективы Вальтера против папы почти дословно повторяют послание немецких епископов против папской курии, в составлении которого участвовал и покровитель Вальтера, епископ Нассауский.
Но эти инвективы Вальтер наделяет всей силой страстной и желчной речи, богатством образов, проявляя словесное мастерство большого художника: он то обращается с ядовитыми упреками к поставленному папой столбу для сбора пожертвований, то рисует ангелов, оплакивающих «Константинов дар римскому престолу, разрушивший порядок на земле», то изображает хохочущего над обедневшими немцами папу.
Порой ясно выступают экономические основы этих националистических настроений — Вальтер горько оплакивает «немецкое серебро, текущее в итальянский ларец». Действенность этих инвектив Вальтер с упреком подтверждает Томазин из Циркларии («Der Welsche Gast», 1215). Антипапизм сочетается у Вальтера со шпильманским патриотизмом, который ярче всего выражен в песне «Ir sult sprechen willekommen».
В любовной лирике Вальтер своеобразно осуществил синтез куртуазной и вагантской поэзии. Так любовь не является у него беспредметным обожанием абстрактной женственности; любовь должна быть земной и взаимной.
В споре между «высокой» (бестелесной) и «низкой» (чувственной) любовью Вальтер занимает промежуточную позицию. Заменяя (впрочем не всегда) слово «frouwe» (госпожа) более почетным, по его мнению, «wîp» (женщина), он все же считает нужным при сведении любви с небес на землю соблюдать «меру» (mâze).
Возлюбленная иногда изображается у Вальтера не знатной замужней дамой, супругой сеньора, как в рыцарской лирике, а простой девушкой, что характерно для вагантов. В лучших своих песнях Вальтер соединяет с убедительностью образов поразительную музыкальность звучания, таковы «Under der Linden» (Под липой), «In einem Zwivelichen Wân» (Среди сомнительных надежд), «Mugeth ir schawen» (Посмотрите), «Nemt, frouwe, disen kranz» (Возьмите, дама, этот венок) и другие.

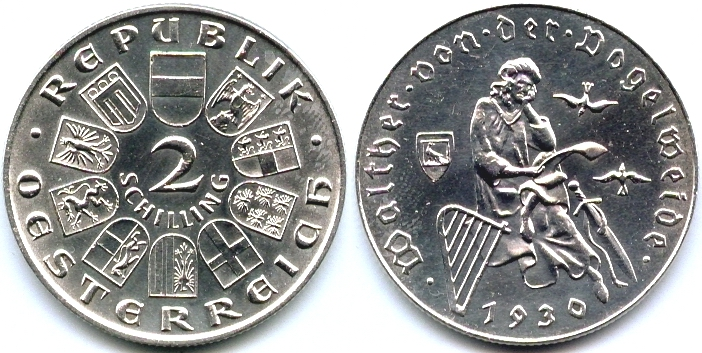
2 шиллинга 1930 г. — австрийская памятная монета, посвящённая 700-летию со смерти Вальтера фон дер Фогельвейде

О его чисто формальном мастерстве свидетельствует построенная на игре гласных песня «Die werlt was gelf, ròt unde blâ» (Мир был жёлтым, красным и синим). Вальтеру чужд так называемый «сельский миннезанг» (höfische Dorfpoesie), в котором нашло выражение, с одной стороны, тяготение к «сельской простоте», с другой — враждебное отношение служилого рыцарства к богатому крестьянству как результат столкновения интересов этих двух общественных групп.
Вальтер застал этот стиль при австрийском дворе, по возвращении в Вену, и не скрыл своего отвращения к нему: «Горе тебе, придворная поэзия», «Госпожа грубость, вы победили» и т. п.
От Вальтера сохранилось около 200 стихотворений. Он пользовался большим уважением среди миннезингеров; многие из них являются его учениками и подражателями. Можно говорить о школе Вальтера фон дер Фогельвейде.
Сохранившееся музыкальное наследие Вальтера чрезвычайно скудно. Современная наука считает безусловно принадлежащими ему только три мелодии-модели (так называемые «тоны»): «Палестина», «Тон короля Фридриха» и «Второй тона Филиппа». Авторство Вальтера в отношении ещё одной мелодии (без названия) спорно.

## В кино
- Песня на стихи Вальтера фон дер Фогельвейде «Желаний и томлений дни…» в переводе Вильгельма Левика звучит в приключенческом фильме советского режиссёра Сергея Тарасова «Черная стрела» (1985) по мотивам одноимённого романа Р. Л. Стивенсона: «Хвала и мужу, и жене, Когда они живут в любви…»

## Публикации текстов
- Walther von der Vogelweide: Leich, Lieder, Sangsprüche // Gründlich revidierte 16te Auflage, hrsg. v. K. Lachmann , Ch. Cormeau u Th. Bein. [s.l.]: De Gruyter, 2023. 747 S. ISBN 9783110798739 (критическое издание всех поэтических сочинений Вальтера с комментариями)
- Вальтер фон дер Фогельвейде. Стихотворения / Переводы В. Б. Микушевича, В. В. Левика, О. Б. Румера, А. Голембы ; издание подготовили В. В. Левик, В. Б. Микушевич, Б. И. Пуришев, Д. Л. Чавчанидзе ; ответственный редактор Б. И. Пуришев. — М. : Наука, 1986. — 381 с. — (Литературные памятники / Академия наук СССР ; председатель редколлегии Д. С. Лихачёв). — 50 000 экз.